# Lough Carra
Pour les articles homonymes, voir Carra.
Le Lough Carra est un lac calcaire du comté de Mayo, en Irlande ; il se situe à environ 13 km au sud de Castlebar. Il est distant de moins d'un kilomètre du Lough Mask, avec lequel il communique par un canal (Keel Canal).
Le Lough Carra a une longueur d'environ 10 km (6 miles), une largeur variant de 0,4 à 3,2 km ; sa superficie est de 16 km2 (4 000 acres).